# Jimmy Jones (chanteur)
Pour les articles homonymes, voir Jimmy Jones (homonymie).
Jimmy Jones (né le 2 juin 1930 à Birmingham et mort le 2 août 2012 à Aberdeen) était un auteur-compositeur-interprète américain.
Il est principalement connu pour ses succès Handy Man et Good Timin', tous deux atteignant le top 5 au Billboard Hot 100 et au UK Singles Chart.
Il influencera plusieurs artistes tels que Del Shannon, Frankie Valli ou James Taylor par l'utilisation d'une voix de fausset dans ses titres.

## Biographie
Jones nait à Birmingham en Alabama. Il pratique les claquettes qu'il bricole à l'aide de capsules de bouteille et chante dans son église. À l'adolescence, il déménage à New York avec ses sœurs et entre au collège George Washington.
En 1954, il rejoint le groupe de doo-wop The Berliners créé par Floyd Edmonds. Par l'intermédiaire d'Andrew Backsdale que Jones a rencontré dans son enfance à Birmingham, il réalise quelques essais et intègre le groupe en tant que chanteur principal. Le groupe se compose alors de Jones, Floyd Edmonds (baryton), Andrew Barksdale (basse), Willie Peebles et Johnny Peebles.
Successivement renommé The Spirits of Rhythm puis Sparks of Rhythm, le groupe interprète quelques titres en 1955 pour le label Apollo. Jones écrit à cette époque une première version de son futur succès Handy Man que les Sparks of Rhythm enregistreront dès 1956 alors que Jones a quitté le groupe à la suite des échecs commerciaux de leurs deux premiers singles.
Ayant pour modèle Louis Jordan, Jones crée son propre ensemble avec William Walker et Bobby Moore (tous deux ténors), Melvin Walton (baryton) et Kerry Saxton (basse). Le groupe The Savoys nait à la suite de la signature du contrat auprès du label éponyme Savoy de Herman Lubinsky et pour lequel ils enregistrent quatre titres en février 1956. Rapidement, le groupe est repéré par George Goldner, propriétaire de Rama Records (en), qui paie Lubinsky pour les libérer de leur contrat. Ce dernier accepte la transaction mais veut conserver la propriété du nom, ce qui conduit à renommer le groupe en The Pretenders, en référence au titre des Platters. Le groupe voit le retour momentané de Andrew Backsdale pour remplacer Kerry Saxton, jusqu'à son retrait définitif en fin d'année 1956, moment choisi par Walton et Walker pour reprendre contact avec Bobby Robinson du label Whirlin' Disc Records (en), un manager qu'ils avaient connu précédemment lorsqu'ils chantaient tous les deux dans le groupe The Vocaleers.
Au printemps 1957, le groupe signe auprès du label Arrow et devient The Jones Boys. C'est en septembre qu'est diffusé The Whistlin' Man, dans lequel on entend les sifflements de Otis Blackwell et qui constitue la première tentative de Jones d'enregistrer sa propre version de Handy Man.
Le groupe signe ensuite une série de contrats auprès d'autres labels entre 1958 et 1959 (Holiday Records (en), Central Records et Apt Records (en)) mais n'obtient aucun succès notable. Jones choisit de quitter le groupe en 1959, s'estimant soumis à trop de responsabilités et fatigué des absences répétées de certains membres.
Désirant entamer une carrière solo et ayant gardé un contact avec Otis Blackwell, ils s'associent et retravaillent Handy Man. Le flûtiste souhaité par Jones étant absent lors de l'enregistrement de la démo, c'est Blackwell qui entreprit de siffler. Le titre est alors vendu à MGM puis diffusé dès septembre 1959 via sa filiale Cub (en), offrant à Jones son premier succès aux États-Unis et au Royaume-Uni (2e au Billboard Hot 100 en 1960, classé durant 18 semaines, et 3e au UK Singles Chart).
Le succès de Handy Man provoque la sortie des anciens labels de Jones : la proximité de Whistlin' Man et Handy Man pousse Arrow à ouvrir un procès pour plagiat, Apollo publie la version des Sparks of Rhythm, Central Records presse à nouveau le dernier titre des Pretenders, Roulette (racheté entre-temps par Rama) diffuse une seconde fois le vinyle Lover/Plain Old Love et Savoy sort un inédit associé à Say You're Mine.
Quelques mois plus tard, Jones enregistre Good Timin', qui atteint la 1e position au Royaume-Uni et la 3e aux États-Unis. Handy Man et Good Timin' se vendent tous deux à plus d'un million d'exemplaires, lui permettant d'obtenir 2 disques d'oret initiant sa première tournée au Royaume-Uni.
La suite de la carrière de Jones est plus discrète : il obtient encore trois entrées dans le classement anglais l'année suivante, dont deux entrant également au Billboard (That's When I Cried et I Told You So). Jones reste sous contrat avec Cub jusque 1962, puis enregistre pour plusieurs autres labels durant la décennie suivante (notamment Bell, Parkway (en) ou encore Vee-Jay).
Jones sort Grandma's Rock & Roll Party dans les années 1990, en partie en raison de sa popularité dans les cercles de Northern soul au Royaume-Uni. il inclut de nouvelles versions de Handy Man et Good Timin'.
En 2002, Sanctuary publie un double album intitulé Good Timin': The Anthology en 2002.
Jones meurt le 2 août 2012 à Aberdeen, en Caroline du Nord, à l'âge de 82 ans. Marié à Mattie, il avait deux filles et un garçon.

### Style
Jones chante avec une voix de fausset inspirée du style de Clyde McPhatter et Sam Cooke. Il introduit le fausset rock au Royaume-uni, traçant la voie des futurs succès de Del Shannon et James Taylor,. Del Shannon mentionne d'ailleurs Jones et Bill Kenny (en) comme ayant influencé son style. Plus tard, d'autres chanteurs utiliseront le fausset, tels que Frankie Valli des Four Seasons, Lou Christie, Robert John, Jimmy Somerville ou Barry Gibb, ce dernier citant l'influence de Shannon.

## Discographie
Une discographie exhaustive est disponible sur Discogs et 45cat.

### Albums
- Good Timin' (1960)
- Handyman's Back In Town (Part II) (1977)
- Timin (1978)

### Singles

#### En groupe
| Année | Groupe                                                   | Titre                                                    | Label         |
| ----- | -------------------------------------------------------- | -------------------------------------------------------- | ------------- |
| 1955  | The Sparks of Rythm                                      | Don't Love You Anymore / Woman, Woman, Woman             | Apollo        |
| 1955  | The Sparks of Rythm                                      | Hurry Home / Stars Are In The Sky                        | Apollo        |
| 1956  | The Savoys                                               | You / Say You're Mine                                    | Savoy         |
| 1956  | The Pretenders                                           | Possessive Love / I've Got To Have You Baby              | Rama          |
| 1956  | The Pretenders                                           | Lover / Plain Old Love                                   | Rama          |
| 1957  | The Pretenders                                           | Close Your Eyes (Sleep And Dream) / Part Time Sweetheart | Whirlin' Disc |
| 1957  | Barbara Gorman And Sister Viv (backup by The Jones Boys) | Was It Just For Fun / 8 O'Clock                          | Arrow         |
| 1957  | Jimmy Jones & The Jones Boys                             | The Whistlin' Man / Heaven In Your Eyes                  | Arrow         |
| 1958  | The Pretenders                                           | Tonight / I Love You So                                  | Holiday       |
| 1958  | The Pretenders                                           | Blue And Lonely / Daddy Needs Baby                       | Central/Apt   |

#### En solo
| Année | Titre                                          | Classement                     | Classement                 | Classement            | Classement        | Classement       | Classement       | Classement          | Classement | Classement | Label        |
| Année | Titre                                          | États-Unis (Billboard Hot 100) | États-Unis (Billboard R&B) | États-Unis (Cash Box) | Royaume-Uni (OCC) | Australie (Kent) | Nouvelle-Zélande | Belgique (Ultratop) | Norvège    | Pays-Bas   | Label        |
| ----- | ---------------------------------------------- | ------------------------------ | -------------------------- | --------------------- | ----------------- | ---------------- | ---------------- | ------------------- | ---------- | ---------- | ------------ |
| 1959  | You For Me To Love / Whenever You Need Me      | -                              | -                          | -                     | -                 | -                | -                | -                   | -          | -          | Epic         |
| 1959  | Handy Man / The Search Is Over                 | 2                              | 3                          | 3                     | 3                 | 4                | -                | 17                  | -          | 7          | Cub          |
| 1960  | Good Timin' / My Precious Angel                | 3                              | 8                          | 3                     | 1                 | 7                | 5                | 12                  | 4          | 11         | Cub          |
| 1960  | That's When I Cried                            | 83                             | -                          | -                     | -                 | 67               | -                | -                   | -          | -          | Cub          |
| 1960  | I Just Go For You                              | -                              | -                          | -                     | 35                | -                | -                | -                   | -          | -          | Cub          |
| 1960  | Itchin' For Love                               | 106                            | -                          | -                     | -                 | 82               | -                | -                   | -          | -          | Cub          |
| 1960  | EE-I EE-I Oh! (Sue MacDonald)                  | 102                            | -                          | -                     | -                 | -                | -                | -                   | -          | -          | Cub          |
| 1960  | Ready For Love / For You                       | -                              | -                          | -                     | 46                | -                | -                | -                   | -          | -          | Cub          |
| 1961  | I Told You So / You Got It                     | 85                             | -                          | -                     | 33                | -                | -                | -                   | -          | -          | Cub          |
| 1961  | I Say Love / Dear One                          | -                              | -                          | -                     | -                 | -                | -                | -                   | -          | -          | Cub          |
| 1961  | Mr. Music Man / Holler Hey                     | -                              | -                          | -                     | -                 | -                | -                | -                   | -          | -          | Cub          |
| 1962  | You're Much Too Young / The Nights Of Mexico   | -                              | -                          | -                     | -                 | -                | -                | -                   | -          | -          | Cub          |
| 1962  | I Will, I Will / I'm a Gentleman               | -                              | -                          | -                     | -                 | -                | -                | -                   | -          | -          | Ro-Jac       |
| 1963  | Mr. Fix It / No Insurance (For A Broken Heart) | -                              | -                          | -                     | -                 | -                | -                | -                   | -          | -          | Vee-Jay      |
| 1965  | Walkin' / Pardon Me                            | -                              | -                          | -                     | -                 | -                | -                | -                   | -          | -          | Roulette     |
| 1966  | Don't You Just Know It / Dynamite              | -                              | -                          | -                     | -                 | -                | -                | -                   | -          | -          | Parkway      |
| 1967  | 39-21-40 Shape / Personal Property             | -                              | -                          | -                     | -                 | -                | -                | -                   | -          | -          | Bell         |
| 1967  | True Love Ways / Snap My Fingers               | -                              | -                          | -                     | -                 | -                | -                | -                   | -          | -          | Bell         |
| 1970  | I'm So Glad I Got You/Do What Comes Natural    | -                              | -                          | -                     | -                 | -                | -                | -                   | -          | -          | Deke         |
| 1970  | I Don't Mind Confessing/Live And Let Live      | -                              | -                          | -                     | -                 | -                | -                | -                   | -          | -          | Deke         |
| 1974  | If I Had A Hammer/Do It Yourself               | -                              | -                          | -                     | -                 | -                | -                | -                   | -          | -          | Gospel Truth |
| 1974  | The Man From Candyland / Big Leg Woman         | -                              | -                          | -                     | -                 | -                | -                | -                   | -          | -          | Jen-Jilus    |
| 1982  | Swing Your Daddy Part 1 / Part 2               | -                              | -                          | -                     | -                 | -                | -                | -                   | -          | -          | Music Master |
| 1987  | Send Her Back To Me / Shag                     | -                              | -                          | -                     | -                 | -                | -                | -                   | -          | -          | Jen-Jilus    |